# Neoscleropogon
Neoscleropogon is een vliegengeslacht uit de familie van de roofvliegen (Asilidae).

## Soorten
- N. agave (Walker, 1849)
- N. digentius (Walker, 1849)
- N. durvillei (Macquart, 1838)
- N. emerginatus (Hardy, 1928)
- N. flavifacies (Macquart, 1850)
- N. flavipennis (White, 1918)
- N. lanatus (Walker, 1849)
- N. macquarti Daniels, 1989
- N. nicoteles (Walker, 1849)
- N. thalpius (Walker, 1849)